# Whoopi Goldberg
Whoopi Goldberg, eredeti nevén: Caryn Elaine Johnson (New York, New York, 1955. november 13. –) amerikai színésznő. Egyike azon keveseknek, kiknek munkásságát Oscar-, Tony-, Daytime Emmy-, Grammy- és Golden Globe-díjjal egyaránt elismerték.

## Életrajz

### Gyermekkor
Szegény családba született. A whoopi művésznevet gyermekkori gúnynevére utalva vette fel (whoopee cushion – porbafingó).
Nyolcéves korától Helen Rubinstein kísérleti gyermekszínházban kezdett a szakmával foglalkozni. Itt szerezte meg színpadi, színészi gyakorlatát, legalábbis kizárólag itt tanulta a színészetet – színészpedagógusoktól. Tanárai azonnal észrevették a kislány rendkívüli tehetségét.
Teljes képzést más tekintetben sem kapott, éveken keresztül lemaradónak tekintették diszlexiája miatt: az iskolát is abba kellett hagynia.

### Ifjúság
A hatvanas években elhagyta otthonát, csatlakozott a hippi-mozgalomhoz, egy kommunában élt, és füvet is szívott. Sokáig nem dolgozott sehol. Később keményebb drogokat is fogyasztott. Ameddig a hetvenes években nem találkozott egy drogellenes aktivistával, Alvin Martinnal, nem sikerült leszoknia. Hamarosan összeházasodtak, és egy év múlva lányuk is született.
1974-ig különböző kvalifikálatlan munkákat végzett (pl. volt éjjeliőr is), amikor – egy színházi ügynökség segítségével – San Diegóban lehetőséget kapott. A férje ide nem követte, a házasság véget ért.

### Színház
Színházi karrierjét már Whoopi Goldberg néven kezdte meg. San Diegóban részt vett a város Repertoár színházának létrehozásában. Azután San Franciscóba költözött, ahol különböző amatőr társulatokban játszott. Egyik első főszerepét a Kurázsi mamában (Bertolt Brecht) alakította.
Egyszer, amikor egy előadásba be kellett ugrania egy megbetegedett társa helyett, támadt az az ötlete, hogy monodrámát adjon elő, amelyben hat szerepet egyedül ő játszik. Ezt a tervet 1983-ban tudta megvalósítani, és nagy sikert aratott. (The Spook Show). A darabot nemcsak Amerika különböző városaiban, hanem Kanadában és Európában is előadta. Az előadást Mike Nichols rendezte, aki 1984-ben segített neki aztán a Broadwayre kerülni. Ennek nyomán meghívásokat kapott különböző szerepekre; többek között játszott a Jézus Krisztus szupersztárban is.
A következő években – szaporodó filmszerepei miatt – már nemigen maradt ideje színházban szerepelni, bár volt még néhány emlékezetes alakítása.

### Film

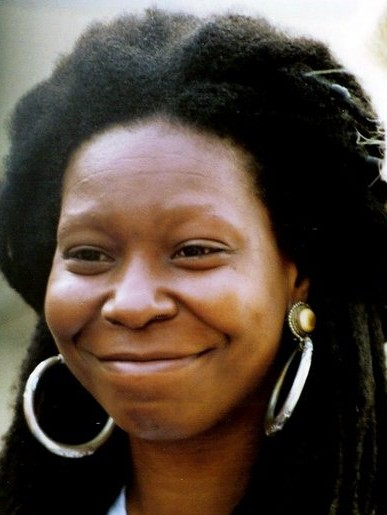
Cannes, 1992

Amikor Whoopi Goldberg 1985-ben arról értesült, hogy megfilmesíteni készülnek Alice Walker Kedves Jóisten c. Pulitzer-díjas regényét, ami az Egyesült Államok déli részén játszódik, a feketék másodrendűségéről, ezen belül a fekete nőkről szól, akik a feketék között is másodrangúak, levelet küldött az írónőnek, hogy játszani szeretne a filmben. Az írónő, ismervén a színésznő színpadi tevékenységét, beajánlotta a rendezőnek, Steven Spielbergnek. Whoopi Goldberg meg is kapta Celie, a főhős szerepét.
A film – és a főhős – kulcsmondata: „Lehetek szegény, lehetek nigger, lehetek csúnya, és meglehet, hogy főzni sem tudok… De itt vagyok.”
A színésznő berobbanását a film világába Golden Globe-bal és Oscarra jelöléssel jutalmazta a szakma.
Ez után a drámai szerep után Whoopi Goldberg a legkülönbözőbb műfajú filmekben játszott, komédiákban, krimikben, sorozatokban, sci-fi-kben és drámaiakban szintúgy.
A hangját adta emellett rajzfilmeknek, és elvállalt dokumentumfilmeket is.

### Televízió

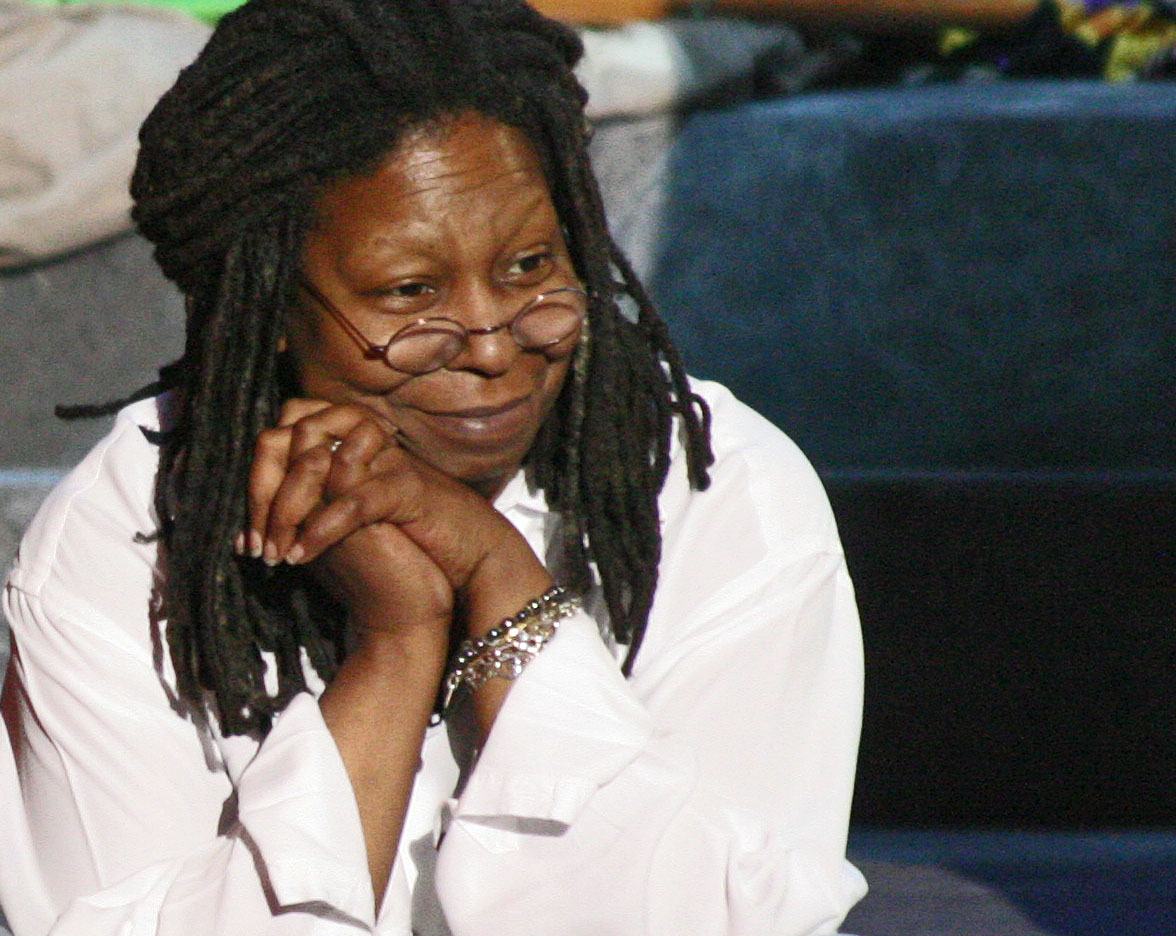
2006-ban

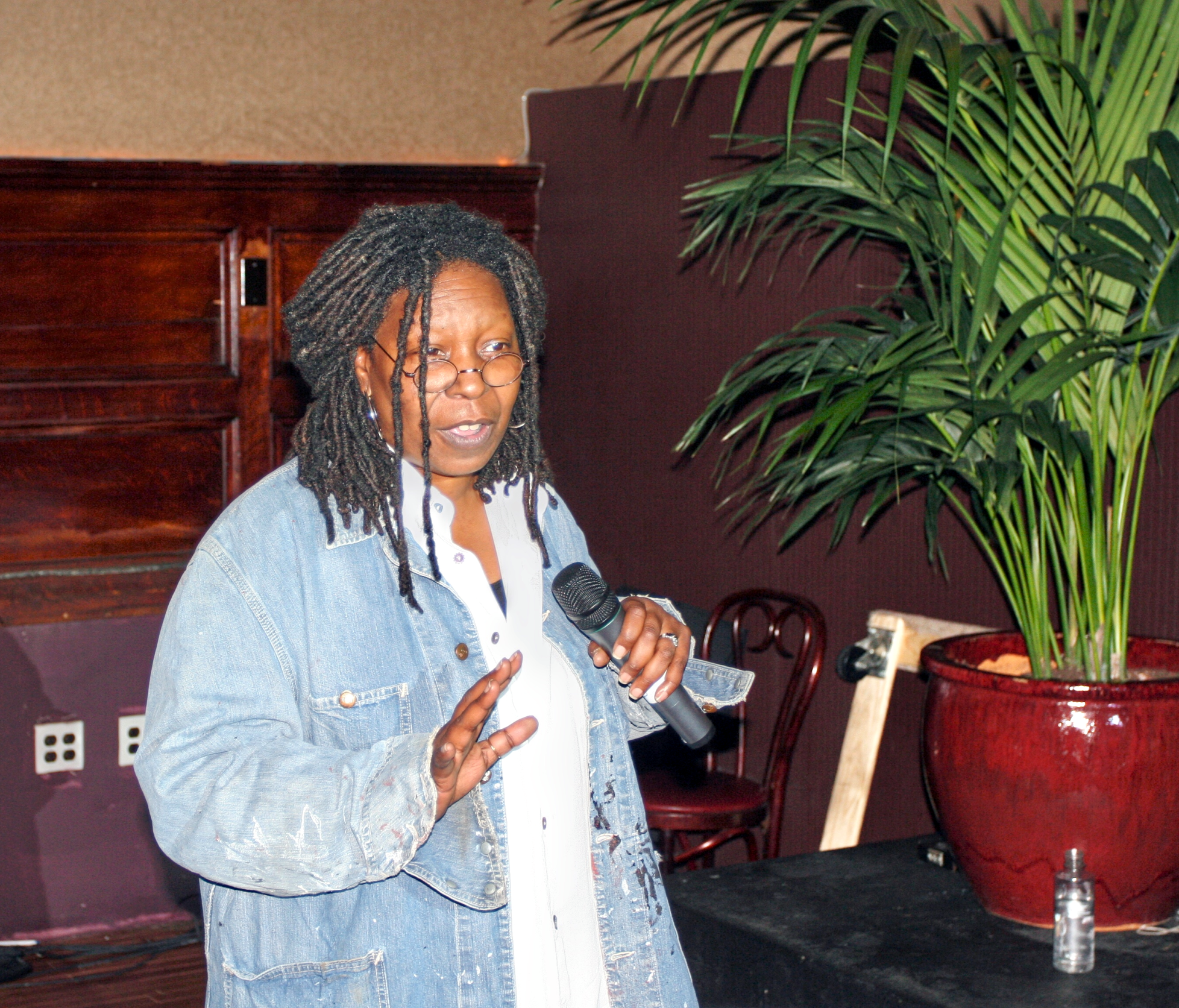
Beszédet tart az esőerdők megmentéséért

A filmezéssel egyidőben Whoopi Goldberg a televíziók világába is bevonult. Éveken keresztül állandó szereplője volt egy humoros show-műsornak, és vezetett talk-show-t is. Néhány évadon át szerepelt egy fantasztikus sorozatban (Star Trek: The Next Generation, 1988–1993), és vendégként néhány más tévéprodukcióban is.
1994-ben vezette először az Oscar díjátadó ceremóniát, és azóta óriási sikerrel szerepel sok hasonló szerepben.
Most a The View című show-műsor egyik műsorvezetője Barbara Walters, Joy Behar, Sunny Hostin és Meghan McCain mellett.

## Magánélete, nézetei, meggyőződése
Whoopi Goldberg háromszor volt férjnél, az első férje, Alvin Martin, a második David Claessen, (1988–1990), a harmadik Michael Trachtenberg (1994–1995) volt. Lánya az első házasságából származik.
Különböző közismert románcai közül a legismertebb partner talán Ted Danson volt.
Whoopi Goldberg nem rejti véka alá radikális társadalmi nézeteit, nyíltan kritizálja az Egyesült Államok konzervativizmusát, magát a Republikánus Pártot is. Fellép a kultúrák, a vallások egyenrangúsága és az azonos neműek házassága mellett is.
1998-ban a Könyv címmel egy könyvet is kiadott, amelyben gyilkosan kritizálja korunk társadalmát és a politikai életet.
Véleménye szerint a holokauszt eredetileg nem a faji hovatartozásról szólt.

## Jelentősebb díjak
- 1986 – Golden Globe, Oscar jelölés: legjobb színésznő (Bíborszín)
- 1989 – Nagydíj, San Sebastian-i Filmfesztivál: Országúti vagányok (Homer and Eddie)
- 1991 – Oscar-díj, Golden Globe: legjobb mellékszereplő: Ghost (Ghost).

## Filmográfia

### Film

#### Színész
| Év   | Magyar cím                           | Eredeti cím                                         | Szerep                                    | Magyar hang                    | Rendező                |
| ---- | ------------------------------------ | --------------------------------------------------- | ----------------------------------------- | ------------------------------ | ---------------------- |
| 1982 |                                      | Citizen: I'm Not Losing My Mind, I'm Giving It Away |                                           |                                | William Farley         |
| 1985 | Bíborszín                            | The Color Purple                                    | Celie Harris Johnson                      | Martin Márta                   | Steven Spielberg       |
| 1985 | Bíborszín                            | The Color Purple                                    | Celie Harris Johnson                      | Pregitzer Fruzsina             | Steven Spielberg       |
| 1986 | Spiclik, sipirc!                     | Jumpin’ Jack Flash                                  | Terri Doolittle                           | Martin Márta                   | Penny Marshall         |
| 1987 | Betörő                               | Burglar                                             | Bernice "Bernie" Rhodenbarr               | Felföldi Anikó                 | Hugh Wilson            |
| 1987 | Betörő                               | Burglar                                             | Bernice "Bernie" Rhodenbarr               | Szerencsi Éva                  | Hugh Wilson            |
| 1987 | Végzetes szépség                     | Fatal Beauty                                        | Rita Rizzoli                              | Bodnár Erika                   | Tom Holland            |
| 1987 | Végzetes szépség                     | Fatal Beauty                                        | Rita Rizzoli                              | Kocsis Mariann                 | Tom Holland            |
| 1988 | Szédítő telefon                      | The Telephone                                       | Vashti Blue                               | Bánsági Ildikó                 | Rip Torn               |
| 1988 | Clara szíve                          | Clara's Heart                                       | Clara Mayfield                            | Kocsis Mariann                 | Robert Mulligan        |
| 1989 | Tessék engem elrabolni               | Beverly Hills Brats                                 | önmaga (cameo)                            | Némedi Mari                    | Jim Sotos              |
| 1989 | Országúti vagányok                   | Homer and Eddie                                     | Eddie Cervi                               | Felföldi Anikó                 | Andrej Koncsalovszkij  |
| 1990 | Ghost                                | Ghost                                               | Oda Mae Brown                             | Felföldi Anikó                 | Jerry Zucker           |
| 1990 | Hosszú az út hazáig                  | The Long Walk Home                                  | Odessa Cotter                             | Fráter Kata                    | Richard Pearce         |
| 1991 |                                      | Blackbird Fly                                       | önmaga                                    |                                | nincs adat             |
| 1991 | Folytatásos forgatás                 | Soapdish                                            | Rose Schwartz                             | Felföldi Anikó                 | Michael Hoffman        |
| 1991 | Micsoda buli 2.                      | House Party 2                                       | professzor                                | Martin Márta                   | Doug McHenry           |
| 1991 | Micsoda buli 2.                      | House Party 2                                       | professzor                                | Martin Márta                   | George Jackson         |
| 1992 | Apáca show                           | Sister Act                                          | Deloris Van Cartier / Mary Clarence nővér | Szabó Éva                      | Emile Ardolino         |
| 1992 | A játékos                            | The Player                                          | Avery nyomozó                             | Pálos Zsuzsa                   | Robert Altman          |
| 1992 |                                      | Sarafina!                                           | Mary Masembuko                            |                                | Darrell Roodt          |
| 1993 | Haláli fegyver                       | National Lampoon's Loaded Weapon                    | Billy York (cameo)                        | Faragó Vera                    | Gene Quintano          |
| 1993 | Csupaszon New Yorkban                | Naked in New York                                   | Tragédia maszk a színház falán            |                                | Daniel Algrant         |
| 1993 | Made in America                      | Made in America                                     | Sarah Mathews                             | Martin Márta                   | Richard Benjamin       |
| 1993 | Apáca show 2. – Újra virul a fityula | Sister Act 2: Back in the Habit                     | Deloris Van Cartier / Mary Clarence nővér | Martin Márta                   | Bill Duke              |
| 1994 | A kis gézengúzok                     | The Little Rascals                                  | Buckwheat anyja                           | Martin Márta                   | Penelope Spheeris      |
| 1994 | Corrina, Corrina                     | Corrina, Corrina                                    | Corrina Washington                        | Martin Márta                   | Jessie Nelson          |
| 1994 | Star Trek: Nemzedékek                | Star Trek Generations                               | Guinan                                    |                                | David Carson           |
| 1995 | Bárhol, bármit, bármikor             | Boys on the Side                                    | Jane Deluca                               | Lang Györgyi                   | Herbert Ross           |
| 1995 | A Hold színei                        | Moonlight and Valentino                             | Sylvie Morrow                             | Martin Márta (1-2. változat)   | David Anspaugh         |
| 1995 | A Hold színei                        | Moonlight and Valentino                             | Sylvie Morrow                             | Kocsis Mariann (3-4. változat) | David Anspaugh         |
| 1995 | T. Rex, a dinózsaru                  | Theodore Rex                                        | Katie Coltrane                            | Martin Márta                   | Jonathan Betuel        |
| 1996 | Eddie                                | Eddie                                               | Edwina `Eddie` Franklin                   | Kocsis Mariann                 | Steve Rash             |
| 1996 | Mesék a kriptából: Vérbordély        | Bordello of Blood                                   | kórházi beteg                             | Kocsis Mariann                 | Gilbert Adler          |
| 1996 | Segíts, mumus!                       | Bogus                                               | Harriet Franklin                          | Pregitzer Fruzsina             | Norman Jewison         |
| 1996 | A csendestárs                        | The Associate                                       | Laurel Ayres                              | Kocsis Mariann                 | Donald Petrie          |
| 1996 | Kísért a múlt                        | Ghosts of Mississippi                               | Myrlie Evers                              | Kocsis Mariann                 | Rob Reiner             |
| 1997 |                                      | Destination Anywhere                                | Cabbie                                    |                                | Mark Pellington        |
| 1997 | A boldogító nem                      | In & Out                                            | önmaga                                    | Illyés Mari                    | Frank Oz               |
| 1997 |                                      | An Alan Smithee Film: Burn Hollywood Burn           | önmaga                                    |                                | Arthur Hiller          |
| 1998 | Időgéppel a lovagkorba               | A Knight in Camelot                                 | Dr. Vivien Morgan                         | Kocsis Mariann                 | Roger Young            |
| 1998 | Kortalan szerelem                    | How Stella Got Her Groove Back                      | Delilah Abraham                           |                                | Kevin Rodney Sullivan  |
| 1999 |                                      | Alegría                                             | Baby Clown                                |                                | Franco Dragone         |
| 1999 | Tíz elveszett év                     | The Deep End of Ocean                               | Candace "Candy" Bliss nyomozó             | Martin Márta                   | Ulu Grosbard           |
| 1999 | Észvesztő                            | Girl, Interrupted                                   | Valerie Owens, betegápoló                 | Felföldi Anikó                 | James Mangold          |
| 2000 | Rocky és Bakacsin kalandjai          | The Adventures of Rocky and Bullwinkle              | Cameo bírónő                              | Martin Márta                   | Des McAnuff            |
| 2000 | Kutya, pénz, rablók                  | More Dogs Than Bones                                | Cleo                                      |                                | Michael Browning       |
| 2001 | Békés családi tűzfészek              | Kingdom Come                                        | Raynelle Slocumb, Ray anyja               | Martin Márta                   | Doug McHenry           |
| 2001 | Talpig majom                         | Monkeybone                                          | Halál                                     | Illyés Mari                    | Henry Selick           |
| 2001 | Üldözési mánia                       | Rat Race                                            | Vera Baker                                | Szabó Éva                      | Jerry Zucker           |
| 2001 |                                      | The Hollywood Sign                                  | nő a temetésen (cameo)                    |                                | Sönke Wortmann         |
| 2002 |                                      | Showboy                                             | önmaga                                    |                                | Lindy Heymann          |
| 2002 | Christian Taylor                     | Showboy                                             | önmaga                                    |                                |                        |
| 2002 | Star Trek – Nemezis                  | Star Trek: Nemesis                                  | Guinan                                    | Bókai Mária                    | Stuart Baird           |
| 2002 | Brekiék karácsonya                   | It's a Very Merry Muppet Christmas Movie            | Daniel főnöke                             | Martin Márta                   | Kirk R. Thatcher       |
| 2003 | Pauly Shore halott                   | Pauly Shore Is Dead                                 | önmaga                                    | Martin Márta                   | Pauly Shore            |
| 2003 |                                      | Bitter Jester                                       | önmaga                                    |                                | Maija DiGiorgio        |
| 2004 | Minizsenik 2.                        | SuperBabies: Baby Geniuses 2                        | önmaga                                    |                                | Bob Clark              |
| 2004 | Diliwood                             | Jiminy Glick in Lalawood                            | önmaga                                    |                                | Vadim Jean             |
| 2006 | Bongiorno, bantu testvér!            | Homie Spumoni                                       | Thelma                                    | Martin Márta                   | Mike Cerrone           |
| 2007 | IQ-zseni                             | If I Had Known I Was a Genius                       | Anya                                      | Kocsis Mariann                 | Dominique Wirtschafter |
| 2009 |                                      | Madea Goes to Jail                                  | önmaga (cameo)                            |                                | Tyler Perry            |
| 2010 |                                      | For Colored Girls                                   | Alice                                     |                                | Tyler Perry            |
| 2011 | Egy kis Mennyország                  | A Little Bit of Heaven                              | Isten                                     | Martin Márta                   | Nicole Kassell         |
| 2011 | Muppets                              | The Muppets                                         | önmaga                                    | Martin Márta                   | James Bobin            |
| 2014 | Tini nindzsa teknőcök                | Teenage Mutant Ninja Turtles                        | Bernadette Thompson                       | Martin Márta                   | Jonathan Liebesman     |
| 2014 |                                      | Big Stone Gap                                       | Fleeta                                    |                                | Adriana Trigiani       |
| 2014 | Az öt kedvenc                        | Top Five                                            | önmaga                                    | Kocsis Mariann                 | Chris Rock             |
| 2016 |                                      | King of the Dancehall                               | Loretta Brixton                           |                                | Nick Cannon            |
| 2017 |                                      | 9/11                                                | Metzie                                    |                                | Martin Guigui          |
| 2017 |                                      | Yamasong: March of the Hollows                      | Yari                                      |                                | Sam Koji Hale          |
| 2017 |                                      | A Very Sordid Wedding                               | pap (cameo)                               |                                | Del Shores             |
| 2018 |                                      | Furlough                                            | Mrs. Stevens                              |                                | Laurie Collyer         |
| 2018 | Nővérek szabadlábon                  | Nobody's Fool                                       | Lola                                      | Kocsis Mariann                 | Tyler Perry            |
| 2022 | Till – Igazságot a fiamnak           | Till                                                | Alma Carthan                              |                                | Chinonye Chukwu        |
| 2023 |                                      | Atrabilious                                         | Andrea Hart                               |                                | William Atticus Parker |
| 2023 | Ezra                                 | Ezra                                                | Jayne                                     | Kocsis Mariann                 | Tony Goldwyn           |
| 2023 | Bíborszín                            | The Color Purple                                    | szülésznő (cameo)                         |                                | Blitz Bazawule         |
| 2024 |                                      | Outlaw Posse                                        | Mary Fields                               |                                | Mario Van Peebles      |

#### Szinkronszínész
| Év   | Magyar cím                              | Eredeti cím                               | Szinkronszerep           | Magyar hang    | Rendező              |
| ---- | --------------------------------------- | ----------------------------------------- | ------------------------ | -------------- | -------------------- |
| 1991 | Sárkány és papucs (angol változat)      | Sárkány és papucs                         | Matilda, a boszorkány    | Tábori Nóra    | Hernádi Tibor        |
| 1994 | Az oroszlánkirály                       | The Lion King                             | Shenzi                   | Martin Márta   | Roger Allers         |
| 1994 | Az oroszlánkirály                       | The Lion King                             | Shenzi                   | Martin Márta   | Rob Minkoff          |
| 1994 | Reszkessetek, nem hagyom magam          | The Pagemaster                            | Mese                     | Szabó Éva      | Joe Johnston         |
| 1994 | Reszkessetek, nem hagyom magam          | The Pagemaster                            | Mese                     | Szabó Éva      | Pixote Hunt          |
| 1997 | Karácsonyi ének                         | A Christmas Carol                         | Jelen Karácsony Szelleme |                | Stan Phillips        |
| 1998 | Rudolf, a rénszarvas                    | Rudolph the Red-Nosed Reindeer: The Movie | Vihar Ella királynő      | Némedi Mari    | William R. Kowalchuk |
| 1998 | Rugrats mozi – Fecsegő tipegők          | The Rugrats Movie                         | Margaret vadőr           | Kocsis Mariann | Norton Virgien       |
| 1998 | Rugrats mozi – Fecsegő tipegők          | The Rugrats Movie                         | Margaret vadőr           | Kocsis Mariann | Igor Kovaljov        |
| 2002 | Kicsi Madeline                          | My Fair Madeline                          | Miss Clavel              |                | Scott Heming         |
| 2003 | Stella                                  | Blizzard                                  | Stella                   |                | LeVar Burton         |
| 2004 | Pinocchio 3000                          | Pinocchio 3000                            | Cyberina                 |                | Daniel Robichaud     |
| 2004 | Az oroszlánkirály 3. – Hakuna Matata    | The Lion King 1½                          | Shenzi                   | Martin Márta   | Bradley Raymond      |
| 2005 | Pata-csata                              | Racing Stripes                            | Franci                   | Hernádi Judit  | Frederik Du Chau     |
| 2006 | Kis nagy hős                            | Everyone's Hero                           | Drágaság                 | Szabó Éva      | Colin Brady          |
| 2006 | Kis nagy hős                            | Everyone's Hero                           | Drágaság                 | Szabó Éva      | Christopher Reeve    |
| 2006 | Kis nagy hős                            | Everyone's Hero                           | Drágaság                 | Szabó Éva      | Dan St. Pierre       |
| 2006 |                                         | Doogal                                    | Ermintrude               |                | Dave Borthwick       |
| 2006 | Jean Duval                              | Doogal                                    | Ermintrude               |                |                      |
| 2006 | Frank Passingham                        | Doogal                                    | Ermintrude               |                |                      |
| 2007 | Pingvin-show                            | Farce of the Penguins                     | Helen                    | Illyés Mari    | Bob Saget            |
| 2008 | Hókölykök                               | Snow Buddies                              | Miss Mittens             | Kocsis Mariann | Robert Vince         |
| 2010 | Toy Story 3.                            | Toy Story 3                               | Csápi                    | Martin Márta   | Lee Unkrich          |
| 2011 |                                         | The Little Engine That Could              | Tower                    |                | Elliot M. Bour       |
| 2016 | Száva – A szív harcosa (angol változat) | A Warrior's Tail                          | Mom Jozee (angol hangja) | Csomor Csilla  | Makszim Fagyejev     |
| 2022 | Szerencse lánya                         | Luck                                      | kapitány                 |                | Peggy Holmes         |
| 2022 | Apám sárkánya                           | My Father's Dragon                        | Cica                     |                | Nora Twomey          |
| 2024 |                                         | Babes                                     | Dawn mellei              |                | Pamela Adlon         |

#### Egyéb filmek
| Év   | Cím | Szerep                           | Megjegyzések                       |
| ---- | --- | -------------------------------- | ---------------------------------- |
| 1989 | Comicitis | önmaga                           | rövidfilm                          |
| 1991 | Wisecracks | önmaga                           | dokumentumfilm                     |
| 1992 | The Magical World of Chuck Jones                                                                                             | önmaga                           | dokumentumfilm                     |
| 1994 | Liberation | narrátor                         | dokumentumfilm                     |
| 1995 | The Celluloid Closet | önmaga                           | dokumentumfilm                     |
| 1997 | Pitch | önmaga (stáblistán nem szerepel) | dokumentumfilm                     |
| 1997 | Mary Pickford: A Life on Film                                                                                                | házigazda / narrátor             | dokumentumfilm                     |
| 1998 | Junket Whore | önmaga                           | dokumentumfilm                     |
| 1999 | Get Bruce | önmaga                           | dokumentumfilm                     |
| 2000 | A Second Chance at Life | narrátor                         | dokumentumfilm                     |
| 2001 | Golden Dreams | narrátor                         | rövidfilm                          |
| 2002 | Searching for Debra Winger                                                                                                   | önmaga                           | dokumentumfilm                     |
| 2003 | Szabadjára engedett emlékek – Idézetek a rabszolgák elbeszéléseiből (Unchained Memories: Readings from the Slave Narratives) | narrátor                         | dokumentumfilm                     |
| 2004 | The N-Word | önmaga                           | dokumentumfilm                     |
| 2005 | The Aristocrats | önmaga                           | dokumentumfilm                     |
| 2006 | The Life of Nat King Cole | önmaga                           | dokumentumfilm                     |
| 2008 | Nuremberg: A Vision Restored                                                                                                 | önmaga                           | dokumentumfilm                     |
| 2008 | Mr. Warmth: The Don Rickles Project                                                                                          | önmaga                           | dokumentumfilm                     |
| 2008 | Our Country USA to Z | önmaga (hangja)                  | dokumentum-rövidfilm               |
| 2008 | The Sophisticated Misfit | önmaga                           | dokumentumfilm                     |
| 2008 | Annie Leibovitz: Life Through a Lens                                                                                         | önmaga                           | dokumentumfilm                     |
| 2008 | Descendants | Piros virág (hangja)             | rövidfilm                          |
| 2009 | Stream | Jodi                             | rövidfilm                          |
| 2010 | New York Street Games | önmaga                           | dokumentumfilm                     |
| 2011 | Being Elmo: A Puppeteer's Journey                                                                                            | narrátor                         | dokumentumfilm                     |
| 2013 | Richard Pryor: Omit the Logic                                                                                                | önmaga                           | dokumentumfilm                     |
| 2013 | Whoopi Goldberg Presents Moms Mabley                                                                                         | önmaga                           | HBO dokumentumfilm                 |
| 2017 | The Gospel According to André                                                                                                | önmaga                           | dokumentumfilm                     |
| 2018 | Robin Williams: egy komikus portréja (Robin Williams: Come Inside My Mind)                                                   | önmaga                           | HBO dokumentumfilm                 |
| 2018 | Mr. Rogers: It's You I Like                                                                                                  | önmaga                           | PBS dokumentumfilm                 |
| 2021 | Rita Moreno: Just a Girl Who Decided to Go for It                                                                            | önmaga                           | dokumentumfilm                     |
| 2021 | JFK Revisited: Through the Looking Glass                                                                                     | önmaga                           | dokumentumfilm                     |
| 2022 | Butterfly in the Sky | önmaga                           | dokumentumfilm vezető filmproducer |

### Televízió
| Év        | Magyar cím                               | Eredeti cím                                            | Szerep                            | Megjegyzések                                                                         |
| --------- | ---------------------------------------- | ------------------------------------------------------ | --------------------------------- | ------------------------------------------------------------------------------------ |
| 2020      | RuPaul – Drag Queen leszek!              | Rupaul's Drag Race                                     | Vendég zsűri                      | TV show                                                                              |
| 2019      | Bűbájtábor                               | Summer Camp Island                                     | Barb (hang)                       | 3 epizód                                                                             |
| 2019      | Scooby-Doo és (sz)társai                 | Scooby-Doo and Guess Who?                              | Önmaga (hang)                     | egy epizód: A látnoki egyetem szelleme magyar hangja Kocsis Mariann                  |
| 2018–2019 | Elena, Avalor hercegnője                 | Elena of Avalor                                        | Lama (hang)                       | 2 epizód                                                                             |
| 2018      |                                          | Random Acts of Flyness                                 | Pearson rendőrnő                  | egy epizód: Items outside the shelter but within reach                               |
| 2018      |                                          | Instinct                                               | Joan Ross                         | 6 epizód                                                                             |
| 2018      | BoJack Horseman                          | BoJack Horseman                                        | Mikayla (hang)                    | egy epizód: A villanykörte-jelenet                                                   |
| 2017      |                                          | When We Rise                                           | Pat Norman                        | 3 epizód                                                                             |
| 2017      |                                          | Animals.                                               | Dorothy (hang)                    | egy epizód: Dog                                                                      |
| 2017      | Utódok 2.                                | Descendants 2                                          | Ursula (hang)                     | TV film magyar hangja Halász Aranka                                                  |
| 2016–2018 |                                          | The Stinky & Dirty Show                                | Meg (hang)                        | 6 epizód                                                                             |
| 2016–2017 | Zsaruvér                                 | Blue Bloods                                            | Regina Thomas                     | 2 epizód                                                                             |
| 2016      |                                          | Strut                                                  | –                                 | vezető producer                                                                      |
| 2016      |                                          | The Tick                                               | Önmaga                            | egy epizód: The Tick                                                                 |
| 2016      | Miles a jövőből                          | Miles from Tomorrowland                                | The GameMaster (hang)             | 4 epizód                                                                             |
| 2016      |                                          | Nightcap                                               | Önmaga                            | egy epizód: Lice-Ism                                                                 |
| 2016      |                                          | Ask the Storybots                                      | Fogtündét                         | egy epizód: Why Do I Have to Brush My Teeth?:                                        |
| 2015      | Esküdt ellenségek: Különleges ügyosztály | Law & Order: Special Victims Unit                      | Janette Grayson                   | egy epizód: Institutional Fail                                                       |
| 2014–2016 |                                          | Nashville                                              | Önmaga                            | 2 epizód                                                                             |
| 2014–2016 | A 7T                                     | The 7D                                                 | Varázs tükör (hang)               | 6 epizód magyar hangja Kocsis Mariann                                                |
| 2014      |                                          | A Day Late and a Dollar Short                          | Viola                             | TV film                                                                              |
| 2013–2014 |                                          | Once Upon a Time in Wonderland                         | Mrs. Rabbit (hang)                | 2 epizód                                                                             |
| 2013      |                                          | Whoopi Goldberg Presents Moms Mabley                   | Önmaga                            | TV film                                                                              |
| 2012–2014 | Glee – Sztárok leszünk!                  | Glee                                                   | Carmen Tibideaux                  | 6 epizód                                                                             |
| 2012      | A semmi közepén                          | The Middle                                             | Jane Marsh                        | egy epizód: A tanulmányi tanácsadó                                                   |
| 2012      | Kertvárosba száműzve                     | Suburgatory                                            | Yakult (hang)                     | egy epizód: The Motherload                                                           |
| 2012      |                                          | Robot Chicken                                          | különböző karakter                | egy epizód: Choked on Multi-Colored Scarves                                          |
| 2012      | Park sugárút 666                         | 666 Park Avenue                                        | Maris Elder                       | egy epizód: Hypnos                                                                   |
| 2009–2010 |                                          | The Electric Company                                   | Önmaga                            | 3 epizód                                                                             |
| 2009      |                                          | The Cleaner                                            | Paulina Kmec                      | 3 epizód                                                                             |
| 2008–2010 | Gordon Ramsay – A pokol konyhája         | Hell's Kitchen                                         | Önmaga                            | 2 epizód                                                                             |
| 2008      | 62. Tony-gála                            | 62nd Tony Awards                                       | Műsorvezető                       | Tv-s különkiadás                                                                     |
| 2008      |                                          | A Muppet Christmas: Letters to Santa                   | Taxi sofőr                        | TV film                                                                              |
| 2008      | Törtetők                                 | Entourage                                              | Önmaga                            | egy epizód: Fire Sale                                                                |
| 2008      |                                          | Life on Mars                                           | Brother Lovebutter                | egy epizód: Things to Do in New York When You Think You're Dead                      |
| 2008      | Szurikáták udvarháza – Ahogy kezdődött   | Meerkat Manor: The Story Begins                        | Narrátor                          | Dokumentumfilm                                                                       |
| 2007–     |                                          | The View                                               | Műsorvezető                       | Beszélgető show                                                                      |
| 2007–2009 | A stúdió                                 | 30 Rock                                                | Önmaga                            | 2 epizód                                                                             |
| 2006      |                                          | Just for Kicks                                         | –                                 | író vezető producer                                                                  |
| 2006      |                                          | Dawn French's Girls Who Do Comedy                      | Önmaga                            | 3 epizód                                                                             |
| 2006      |                                          | So Notorious                                           | MaMa Belle                        | egy epizód: Cursed                                                                   |
| 2006      | Esküdt ellenségek: Bűnös szándék         | Law & Order: Criminal Intent                           | Chesley Watkins                   | egy epizód: Csontig hatol                                                            |
| 2006      |                                          | Everybody Hates Chris                                  | Louise Clarkson                   | 2 epizód                                                                             |
| 2005      |                                          | Whoopi: Back to Broadway – The 20th Anniversary        | különböző karaketerk              | TV-s különkiadás                                                                     |
| 2004      |                                          | Whoopi's Littleburg                                    | Whoopi polgármester               | 3 epizód                                                                             |
| 2003–2004 |                                          | Whoopi                                                 | Mavis Rae                         | 20 epizód                                                                            |
| 2003      |                                          | Liberty's Kids                                         | Deborah Samson/Robert Shurtliff   | egy epizód                                                                           |
| 2003      |                                          | The Disco Ball                                         | Önmaga                            | Tv-s különkiadás                                                                     |
| 2003      | Körbebástyázva                           | Good Fences                                            | Mabel Spader                      | TV film magyar hangja Martin Márta                                                   |
| 2002      |                                          | Dr. Katz, Professional Therapist                       | Önmaga (hang)                     | egy epizód: Lerapy                                                                   |
| 2002      | 74. Oscar-gála                           | 74th Academy Awards                                    | Műsorvezető                       | Tv-s különkiadás                                                                     |
| 2002      |                                          | Absolutely Fabulous                                    | Goldie                            | egy epizód: Gay                                                                      |
| 2001–2002 |                                          | Whose Line Is It Anyway?                               | Önmaga                            | 2 epizód                                                                             |
| 2001      | A másik anya                             | What Makes a Family                                    | Terry Harrison                    | TV film vezető producer                                                              |
| 2001      |                                          | The Weber Show                                         | Önmaga                            | egy epizód: ...And Then the Sex Freaked Jack Out                                     |
| 2001      |                                          | Celebrity Deathmatch                                   | Önmaga                            | egy epizód: Celebrity Deathmatch Special Report                                      |
| 2001      |                                          | Beyond Tara: The Extraordinary Life of Hattie McDaniel | Műsorvezető                       | TV film                                                                              |
| 2000      |                                          | Celebrity Dish                                         | Önmaga                            |                                                                                      |
| 1999–2000 |                                          | Foxbusters                                             | Ransome (hang)                    | 26 epizód                                                                            |
| 1999      | 71. Oscar-gála                           | 71st Academy Awards                                    | Műsorvezető                       | Tv-s különkiadás                                                                     |
| 1999      |                                          | Our Friend, Martin                                     | Mrs. Peck (hang)                  | videó                                                                                |
| 1999      |                                          | Jackie's Back                                          | Ethyl Washington Rue Owens nővér  | TV film                                                                              |
| 1999      | A koboldok varázslatos legendája         | The Magical Legend of the Leprechauns                  | Földszellem                       | TV film magyar hangja Kocsis Mariann                                                 |
| 1998–2002 |                                          | The Hollywood Squares                                  | Önmaga                            | Producer                                                                             |
| 1998      | Időgéppel a lovagkorba                   | A Knight in Camelot                                    | Dr. Vivien Morgan                 | TV film magyar hangja Kocsis Mariann                                                 |
| 1998      | A dadus                                  | The Nanny                                              | Önmaga / Edna                     | 2 epizód                                                                             |
| 1997      |                                          | Tracey Takes On...                                     | Isten                             | egy epizód: Supernatural                                                             |
| 1997      |                                          | Mother Goose: A Rappin' and Rhymin' Special            | Mother Gooseberg                  | TV film                                                                              |
| 1997      | Hamupipőke                               | Cinderella                                             | Constantina királynő              | TV film                                                                              |
| 1996      | 68. Oscar-gála                           | 68th Academy Awards                                    | Műsorvezető                       | TV-s különkiadás                                                                     |
| 1995–1997 |                                          | Happily Ever After: Fairy Tales for Every Child        | Mother Gooseberg / Zenobia (hang) | 2 epizód                                                                             |
| 1995      | Napsugár fiúk                            | The Sunshine Boys                                      | Ápolónő                           | TV film magyar hangja Martin Márta                                                   |
| 1994      | 66. Oscar-gála                           | 66th Academy Awards                                    | Műsorvezető                       | Tv-s különkiadás                                                                     |
| 1993      |                                          | Reading Rainbow                                        | Önmaga                            | egy epizód: Amazing Grace                                                            |
| 1993      |                                          | A Cool Like That Christmas                             | Anya / Irwin (hang)               | TV film                                                                              |
| 1992–1993 |                                          | The Whoopi Goldberg Show                               | Műsorvezető                       | 200 epizód                                                                           |
| 1992      | 34. Grammy-gála                          | 34th Annual Grammy Awards                              | Műsorvezető                       | TV-s különkiadás                                                                     |
| 1992      |                                          | Defenders of Dynatron City                             | Ms. Megawatt (hang)               | rövidfilm                                                                            |
| 1991      | Mesék a kriptából                        | Tales from the Crypt                                   | Peligre / önmaga                  | egy epizód: Dead Wait                                                                |
| 1991      |                                          | A Different World                                      | Dr. Jordan                        | egy epizód: If I Should Die Before I Wake                                            |
| 1990–2004 | Szezám utca                              | Sesame Street                                          | Önmaga                            | 7 epizód                                                                             |
| 1990–1992 | A bolygó kapitánya                       | Captain Planet and the Planeteers                      | Gaia (hang)                       | 60 epizód magyar hangja: Császár Angela (1. változat) Prókai Annamária (2. változat) |
| 1990–1991 |                                          | Bagdad Cafe                                            | Brenda                            | 15 epizód                                                                            |
| 1990      |                                          | Tales from the Whoop: Hot Rod Brown Class Clown        | Önmaga                            | TV film                                                                              |
| 1989      |                                          | My Past Is My Own                                      | Mariah Johnston                   | TV film                                                                              |
| 1989      |                                          | Hanna-Barbera's 50th: A Yabba Dabba Doo Celebration    | Önmaga                            | TV film                                                                              |
| 1988–1993 | Star Trek: Az új nemzedék                | Star Trek: The Next Generation                         | Guinan                            | 28 epizód magyar hangja Kocsis Mariann                                               |
| 1988      |                                          | Whoopi Goldberg: Fontaine... Why Am I Straight?        | Fontaine                          | TV film                                                                              |
| 1988      |                                          | Pee-wee's Playhouse Christmas Special                  | Önmaga                            | TV film                                                                              |
| 1987      |                                          | Carol, Carl, Whoopi, and Robin                         | Önmaga                            | TV-s különkiadás                                                                     |
| 1986      | A simlis és a szende                     | Moonlighting                                           | Camille Brand                     | egy epizód: Camille                                                                  |
| 1985      |                                          | Whoopi Goldberg: Direct from Broadway                  | különböző karakterek              | TV-s különkiadás                                                                     |
| 1985      |                                          | Television Parts                                       | Önmaga                            | egy epizód                                                                           |

## Magyarul megjelent művei
- Whoopi Goldbergː Ha azt hallod, "kiegészítesz engem", fuss el!; ford. Németh Dorottya; Kossuth, Bp., 2016